# 韦年洲
韦年洲（1966年11月—），广西南宁人，壮族，无党派人士。中华人民共和国政治人物、第十三届全国人民代表大会广西壮族自治区代表。

## 生平
2018年，韦年洲被选为广西壮族自治区出席第十三届全国人民代表大会代表。